# Turmhügel Kötschdorf
Der Turmhügel Kötschdorf ist eine abgegangene mittelalterliche Turmhügelburg (Motte) in Kötschdorf, heute ein Teil des Oberpfälzer Marktes Wernberg-Köblitz im Landkreis Schwandorf von Bayern. Er liegt vor dem Ostrand des Ortes und 500 m südsüdwestlich von Alletshof sowie 135 m nordwestlich km 91 der Bundesstraße 14. Die Anlage wird als Bodendenkmal unter der Aktennummer D-3-6439-0001 im Bayernatlas als „verebneter mittelalterlicher Turmhügel“ geführt. 

## Beschreibung
Im Tal des Kötschdorferbaches liegt zwischen einem Weiher im Osten und einem Wassergraben im Westen ein länglicher Hügel mit einer Fläche von 20 × 9 m; dieser erreicht bis zu 2,5 m Höhe. Eingegraben ist ein verfallener Keller.